# Louis Sauvat
Louis Sauvat, de son vrai nom Robert Sauvage, est un écrivain et parolier français né le 30 avril 1908 à Marseille et mort le 1er septembre 1978 à Paris 15e.

## Biographie
Il est surtout connu pour sa fructueuse collaboration avec l'éditeur de disques Lucien Adès pour lequel il adapte la plupart des films des studios Disney en livres-disques. Il est également l'auteur de l'adaptation de nombreux dessins animés et de comédies musicales (Hans Christian Andersen et la Danseuse, Camelot, Carnaval d'amour...).
À sa mort, il est incinéré au crématorium du cimetière du Père-Lachaise.

## Adaptation

### Films
- 1932 : Tarzan, l'homme singe (1er doublage)
- 1940 : Mon épouse favorite
- 1944 : Casanova le petit
- 1944 : Hantise
- 1946 : Les Enchaînés
- 1947 : La Vie secrète de Walter Mitty
- 1947 : Feux croisés
- 1948 : Le Massacre de Fort Apache
- 1949 : La Charge héroïque
- 1950 : L'Île au trésor
- 1950 : Le Troisième Homme
- 1952 : Barbe-Noire le pirate
- 1952 : Le Paradis des mauvais garçons
- 1956 : Deux Rouquines dans la bagarre
- 1957 : Les Fraises sauvages
- 1958 : La Vallée de la poudre
- 1960 : Le Masque du démon
- 1961 : Hercule à la conquête de l'Atlantide
- 1964 : Le Trésor des montagnes bleues
- 1968 : Suède, enfer et paradis
- 1969 : L'Oiseau au plumage de cristal
- 1970 : Airport
- 1974 : Benji
- 1975 : La Montagne ensorcelée
- 1976 : L'inspecteur ne renonce jamais

### Films d'animation
- 1940 : Pinocchio (avec Jean Cis)
- 1946 : Mélodie du Sud
- 1948 : Mélodie Cocktail
- 1950 : Cendrillon
- 1951 : Alice au pays des merveilles
- 1953 : Peter Pan
- 1964 : Mary Poppins
- 1967 : Le Livre de la jungle
- 1970 : Les Aristochats
- 1971 : L'Apprentie sorcière
- 1973 : Robin des Bois
- 1977 : Les Aventures de Winnie l'ourson